# 暴走撸啊撸
暴走撸啊撸，是暴走漫画制作的动画，该动画以英雄联盟角色为基础人设，讲述了探险家伊泽瑞尔和宝石骑士塔里克在瓦羅蘭大陆的欢乐旅程。该片原定2015年1月25日中午12点在网络上播放，但在1月24日晚上该片遭到泄露，虽然官方撤掉影片，但是已经有过万的网友浏览。

## 主要角色
| 名字            | 介紹 |
| 伊澤瑞爾 Ezreal | 第一、二季的主角，皮尔特沃夫首席冒险家，性格非常理性，善于思考和分析。但是有选择障碍。 遇到选择题时候容易思考到崩溃。在第一季结局误开虚空结界，抱有愧疚之心的他为了赎罪，想联合所有城邦对抗虚空。但是事情不是一帆风顺，到德玛西亚后遇上内乱，打败侵袭自己的虚空王尼玛后与伙伴一起对战布兰德。 距第三季透露的信息恐已死亡。 在15年前为了保护德玛西亚失踪（可能死亡），现宝具手套被尼洛获得。 |
| 塔里克 Taric    | 呆萌的流浪骑士，色情狂，最爱黄色读物，家政万能，但是在冒险过程中基本上都在卖萌。收集的黄书被布兰德烧掉而发怒。 第三季成为独当一面的骑士，被通缉。与尼洛同行。 |
| 亚索 Yasuo      | 喜欢装逼的落魄武士，剑术超群身法敏捷，但是总会因为装逼而受伤。有时候甚至会导致自己把自己打倒的局面,比如。接剑时会出现失误（插到头上），在流浪之前是艾欧尼亚里被通缉的杀人犯。 之后与锐雯共同旅行，第二季结尾救了伊泽瑞尔，共同对抗布兰德。 第三季第六集与尼洛和塔里克见面，一起去找盖仑。                                                                                                   |
| 拉克丝 Lux      | 盖伦的妹妹，德玛西亚的白富美。从小接受最好的教育，学习能力极强，被周围人视为骄傲的存在。 對伊泽有好感，有一次遇到伊泽，却被各种欺负，于是为了和伊泽较劲，一直缠着伊泽。同时也是动画里的旁白。 第二季变成真正的魔法少女，牵制布兰德许久。 第三季尚未登場 |
| 盖伦 Garen      | 拥有“德玛西亚之力”称号的男人，德玛西亚先锋军团团长。拥有一夫当关万夫莫开的武勇，以及军人典范的性格。同时是一名妹控，因此在其眼中，伊泽是必须斩杀的存在。 第一季串客 第二季一直保护皇子，后被布兰德重伤，重伤之际还有迎战敌军。 第三季尚未正式登场，但通过手下将得知皇子踪迹之事告诉了塔里克。                                                                                               |
| 尼洛            | 並非英雄聯盟的角色，第三季的主角，一名經常被嘲笑的中二病少年，十分崇拜伊澤瑞爾，因為自己居住的城市被諾克薩斯軍隊破壞，親朋好友亦被對方殺害而悲痛不已，自己則被塔里克所救，並与塔里克同行。 |

## 其他角色與反派

### 皮尔特沃夫(Piltover)
| 名字           | 介紹                         |
| 凯特琳 Caitlyn | 第二季第一、二集出场。       |
| 蔚 VI          | 第二季第一、二集出场。       |
| 金克丝 Jinx    | 第二季第一、二集出场。       |
| 杰斯 Jayce     | 發明家，曾發明伊澤瑞爾的手套 |

### 弗雷爾卓德(freljord)
| 名字                | 介紹 |
| 艾希 Ashe           | 总是把箭射到该射的人或地方，十分开心。出场于第一集，把伊泽给秒了，获得第一滴血。 在第二季以女王的身分出现。第四集派遣泰达米尔幫助伊澤一行人(其實是要把麻煩推給他們)。 |
| 泰达米尔 Tryndamere | 蛮族之王，出现在第二季第三集。后跟随伊泽瑞尔一行人赶赴德玛西亚，在结局与奎因交战。                                                                                    |
| 雞                  | 姓名不詳，出现在第二季，泰达米尔的競爭對手，有網友猜測他是乌迪尔（Udyr），但官方未回應。                                                                              |

### 德瑪西亞(Demacia)
| 名字               | 介紹 |
| 嘉文四世 Jarvan IV | 德瑪西亞皇子，第二季登場 曾被誣陷叛國 但在第三季第六集裡，依塔里克所說:「查到皇子殿下的下落」似乎有暗示到可能被俘虜了。 |
| 菲奧娜 Fiora       | 勞倫特家族的成員，被頓巴派去暗殺皇子，被泰达米尔一腳撞暈                                                                |
| 奎因 Quinn         | 被頓巴派去暗殺皇子，最後與泰达米尔和趙信交战。                                                                          |
| 趙信 Xin Zhao      | 德邦總管，最後與奎因交战                                                                                                |
| 頓巴               | 並非英雄聯盟的角色，德瑪西亞內閣大臣 擅自認定皇子叛國並發動政變 被斯维因所殺                                            |
| 拉布               | 並非英雄聯盟的角色，實際上與諾克薩斯勾結的人                                                                            |

### 艾卡西亞(Icathia)
| 名字              | 介紹                                                                                |
| 卡萨丁 Kassadin   | 虚空行者，拥有瞬间移动的能力，为保护圣坛不惜一切代价。 之後便憎恨著马尔扎哈與科加斯 |
| 马尔扎哈 Malzahar | 虚空先知，拥有预知未来的能力，在结界结识了伊泽一行人。 企圖要打开圣坛               |
| 科加斯 Cho'Gath   | 虚空恐惧，一只吃人会变大的虚空生物，俗称大虫子，怂恿伊泽打开了圣坛。                |

### 諾克薩斯 (Noxus)
| 名字                | 介紹 |
| 锐雯 Riven          | 第一季第七集出场，与亚索一样精通御風剑术，在伊泽他们之前去杀巨龙，扬言如果他们发动最后一击（抢头）的话，她就削掉伊泽的‘第三条腿。 后与亞索共同旅行 |
| 斯维因 Swain        | 第二季串客，第三季登場，諾克薩斯策士统领，15年前的德諾戰爭與毀了尼洛一切的幕後黑手                                                                 |
| 德莱文 Draven       | 第二季串客，第三季登場，荣耀行刑官，也是諾克薩斯特派調查員。毀了尼洛一切的元兇。                                                                   |
| 德莱厄斯 Darius     | 诺克萨斯之手，第二季串客，第三季登場 |
| 弗拉基米尔 Vladimir | 第三季登場 |
| 泰隆 Talon          | 第三季登場，卡特琳娜的追隨者 |
| 卡特琳娜 Katarina   | 不祥之刃，第三季登場 |
| 乐芙兰 LeBlanc      | 第三季登場，黑色玫瑰的領袖 |

### 其他
| 名字         | 介紹 |
| 娑娜 Sona    | 不会讲话，只会跟召唤师用精神交流。号称奶妈，与艾希是组合。初登场第一集。 第二季串客登場                                   |
| 永恩 Yone    | 第一季亞索的回憶中登場，亞索的哥哥，最後死在亞索的刀下。 死前並告訴亞索“長者死於御風劍術”                                 |
| 布蘭德 Brand | 第二季的反派角色，復仇焰魂，第二季第九集登場 在德瑪西亞內戰中秒殺了盖伦，但最後被伊澤瑞爾擊敗(其中兩次被伊澤瑞爾踢中蛋蛋) |
| 铁匠         | 林纳斯，DNF乱入，並非英雄聯盟的角色，第七集人物，帮助塔里克制造出了传奇武器。                                             |
| 地精         | 第七集酱油人物，並非英雄聯盟的角色，要求伊泽一行人用千年腌萝卜来换宝石。 改編自成龍的霸王洗髮液廣告(Duang)                |
| NPC          | 第七集超级酱油人物，並非英雄聯盟的角色，要求伊泽一行人拿巨龙的骨头来换千年腌萝卜。                                        |
| 克罗克       | 並非英雄聯盟的角色，第三季登場的一名鐵匠(包括開頭)， 為了保護尼洛而死於被德莱文的刀下。                                   |
| 亞德         | 並非英雄聯盟的角色，第三季第一集的醬油人物，是個經常瞧不起尼洛的酒鬼                                                      |
| 贝雅         | 尼洛的女友，並非英雄聯盟的角色，後面因德莱文滅村，而導致房屋倒塌，目前生死不明                                            |
| 蕾拉         | 尼洛的朋友，並非英雄聯盟的角色，圍著圍巾的女孩，可能被德莱文所殺                                                          |
| 卡多         | 尼洛的朋友，並非英雄聯盟的角色，可能被德莱文所殺                                                                          |